# Санта-Барбара (департамент)
Са́нта-Ба́рбара (ісп. Santa Bárbara) — один з 18 департаментів Гондурасу. Розташований у північно-західній частині країни. Межує з департаментами: Кортес, Камаягуа, Інтібука, Лемпіра, Копан і державою Гватемала.
Адміністративний центр — місто Санта-Барбара.
Площа — 5115 км².
Населення — 327 343 осіб (2006)

## Муніципалітети
Департамент поділяється на 28 муніципалітетів:
1. Арада
2. Асакуальпа
3. Атіма
4. Гуалала
5. Ель-Нісперо
6. Ілама
7. Кімістан
8. Консепсьйон-дель-Норте
9. Консепсьйон-дель-Сур
10. Лас-Вегас
11. Макуелісо
12. Наранхіто
13. Нуева Фронтера
14. Нуево Селілас
15. Петоа
16. Протексьйон
17. Сан-Вісенте-Сентенаріо
18. Сан-Луїс
19. Сан-Маркос
20. Сан-Ніколас
21. Сан-Педро-Сакапа
22. Сан-Хосе-де-Колінас
23. Сан-Франциско-де-Окуера
24. Санта-Барбара
25. Санта-Ріта
26. Сегуаса
27. Тринідад
28. Чинда

| Гондурас | Це незавершена стаття з географії Гондурасу. Ви можете допомогти проєкту, виправивши або дописавши її. |